# Districtul Has

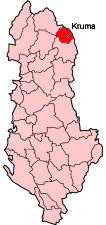
Districtul Has în Albania

Has este un district în Albania.
1. 1 2  GeoNames